# Kumpitzbach
Der Kumpitzbach ist ein Nebenfluss des Pölsflusses und gehört damit zum Flusssystem der Donau. Er durchfließt den Kumpitzer Graben und mündet südlich von Kumpitz in den Pölsfluss.